# Temnothorax
Genre
Synonymes
- Antillaemyrmex Mann, 1920[1]
- Chalepoxenus Menozzi, 1923[1]
- Croesomyrmex Mann, 1920[1]
- Dichothorax Emery, 1895[1]
- Epimyrma Emery, 1915[1]
- Icothorax Hamann & Klemm, 1967[1]
- Leonomyrma Arnol'di, 1968[1]
- Macromischa Roger, 1863[1]
- Myrafant Smith, 1950[1]
- Myrmammophilus Menozzi, 1925[1]

Temnothorax  est un genre de fourmis qui compte nombre d'espèces en Europe présentant plus ou moins les mêmes caractéristiques.
Taille : les ouvrières font 2 - 3 mm et la reine de 4 à 5,5 mm. Ces espèces fortement monogyne et forme de petites colonies de plus ou moins 300 individus, on peut en retrouver dans du bois mort ou coquilles de noix et glands. Elles fuient les milieux trop humides.[réf. souhaitée]

## Liste d'espèces
Selon BioLib (26 avril 2019) :
- Leptothorax werneri Radchenko, 1993
- Temnothorax adlerzi (Douwes, Jessen & Buschunger, 1988)
- Temnothorax affinis (Mayr, 1855)
- Temnothorax alayoi (Baroni Urbani, 1978)
- Temnothorax albipennis (Curtis, 1854)
- Temnothorax albispinus (Wheeler, 1908)
- Temnothorax algiricus (Forel, 1895)
- Temnothorax alinae (Radchenko, 1993)
- Temnothorax allardycei (Mann, 1920)
- Temnothorax alpinus (Ruzsky, 1902)
- Temnothorax ambiguus (Emery, 1895)
- Temnothorax americanus (Emery, 1895)
- Temnothorax anacanthus (Santschi, 1912)
- Temnothorax anaphalantus Snelling, Borowiec & Prebus, 2014
- Temnothorax andrei (Emery, 1895)
- Temnothorax androsanus (Wheeler, 1905)
- Temnothorax angustulus (Nylander, 1856)
- Temnothorax annexus (Baroni Urbani, 1978)
- Temnothorax annibalis (Santschi, 1909)
- Temnothorax anodonta (Arnoldi, 1977)
- Temnothorax anodontoides (Dlussky & Zabelin, 1985)
- Temnothorax antigoni (Forel, 1911)
- Temnothorax arboreus Snelling, Borowiec & Prebus, 2014
- Temnothorax arcanus (Kutter, 1973)
- Temnothorax archangelskiji (Kuznetsov-Ugamsky, 1926)
- Temnothorax arenarius (Santschi, 1908)
- Temnothorax argentipes (Wheeler, 1928)
- Temnothorax arimensis (Azuma, 1977)
- Temnothorax arpini (Tarbinsky, 1976)
- Temnothorax atlantis (Santschi, 1911)
- Temnothorax augusti (Baroni Urbani, 1978)
- Temnothorax auresianus (Santschi, 1929)
- Temnothorax aveli (Bondroit, 1918)
- Temnothorax aztecus (Wheeler, 1931)
- Temnothorax baeticus (Emery, 1924)
- Temnothorax barbouri (Aguayo, 1931)
- Temnothorax barroi (Aguayo, 1931)
- Temnothorax barryi (Cagniant, 1967)
- Temnothorax bermudezi (Wheeler, 1931)
- Temnothorax bernardi (Espadaler, 1982)
- Temnothorax birgitae (Schulz, 1994)
- Temnothorax blascoi (Espasaler, 1997)
- Temnothorax bradleyi (Wheeler, 1913)
- Temnothorax brauneri (Ruzsky, 1905)
- Temnothorax bruneri (Mann, 1924)
- Temnothorax brunneus (Cagniant, 1985)
- Temnothorax bucheti (Santschi, 1909)
- Temnothorax bugnioni (Forel, 1894)
- Temnothorax bulgaricus (Forel, 1892)
- Temnothorax cabrerae (Forel, 1893)
- Temnothorax caesari (Espadaler, 1997)
- Temnothorax cagnianti (Tinaut, 1983)
- Temnothorax caguatan Snelling, Borowiec & Prebus, 2014
- Temnothorax canescens (Santschi, 1908)
- Temnothorax carinatus (Cole, 1957)
- Temnothorax cenatus (Bolton, 1982)
- Temnothorax ciferrii (Menozzi & Russo, 1930)
- Temnothorax clypeatus (Mayr, 1853)
- Temnothorax confucii (Forel, 1912)
- Temnothorax congruus (Smith, 1874)
- Temnothorax convexus (Forel, 1894)
- Temnothorax cornibrevis (Collingwood, 1961)
- Temnothorax corsicus (Emery, 1895)
- Temnothorax corticalis (Schenck, 1852)
- Temnothorax crassispinus (Karavaiev, 1926)
- Temnothorax creightoni (Mann, 1929)
- Temnothorax creolus (Baroni Urbani, 1978)
- Temnothorax crepuscularis (Tinaut, 1994)
- Temnothorax cristinae (Espadaler, 1997)
- Temnothorax curtulus (Santschi, 1929)
- Temnothorax curvispinosus (Mayr, 1866)
- Temnothorax darlingtoni (Wheeler, 1937)
- Temnothorax delaparti (Forel, 1890)
- Temnothorax desertorum Dlussky & Soyunov, 1988
- Temnothorax desioi (Menozzi, 1939)
- Temnothorax dessyi (Menozzi, 1936)
- Temnothorax discoloratus (Arnoldi, 1977)
- Temnothorax dissimilis (Aguayo, 1932)
- Temnothorax duloticus (Wesson, 1937)
- Temnothorax eburneipes (Wheeler, 1927)
- Temnothorax exilis (Emery, 1869)
- Temnothorax finzii (Menozzi, 1925)
- Temnothorax flavicornis (Emery, 1870)
- Temnothorax flavidulus (Wheeler & Mann, 1914)
- Temnothorax flavispinus (André, 1883)
- Temnothorax foreli (Santschi, 1907)
- Temnothorax formosus (Santschi, 1909)
- Temnothorax fuentei (Santschi, 1919)
- Temnothorax fultonii (Forel, 1902)
- Temnothorax fumosus (Ruzsky, 1923)
- Temnothorax furunculus (Wheeler, 1909)
- Temnothorax fuscatus (Mann, 1920)
- Temnothorax gaetulus (Santschi, 1923)
- Temnothorax gallae (Smith, 1949)
- Temnothorax gibbifer (Baroni Urbani, 1978)
- Temnothorax glaesarius (Wheeler, 1915) †
- Temnothorax goniops (Baroni Urbani, 1978)
- Temnothorax gordiagini (Ruzsky, 1902)
- Temnothorax gracilicornis (Emery, 1882)
- Temnothorax gracilis (Mayr, 1868) †
- Temnothorax graecus (Forel, 1911)
- Temnothorax gredosi (Espadaler & Collingwood, 1982)
- Temnothorax grouvellei (Bondroit, 1918)
- Temnothorax gundlachi (Wheeler, 1913)
- Temnothorax hadrumetensis (Santschi, 1918)
- Temnothorax hesperius (Santschi, 1909)
- Temnothorax hispaniolae (Baroni Urbani, 1978)
- Temnothorax hispidus (Cole, 1957)
- Temnothorax huehuetenangoi (Baroni Urbani, 1978)
- Temnothorax hystriculus (Wheeler, 1915) †
- Temnothorax ibericus (Menozzi, 1922)
- Temnothorax inermis (Forel, 1902)
- Temnothorax inquilinus Ward, Brady, Fisher & Schultz, 2014
- Temnothorax interruptus (Schenck, 1852)
- Temnothorax iranicus (Radchenko, 1993)
- Temnothorax iris (Roger, 1863)
- Temnothorax isabellae (Wheeler, 1908)
- Temnothorax italicus (Consani, 1952)
- Temnothorax ixili (Baroni Urbani, 1978)
- Temnothorax jailensis (Arnoldi, 1977)
- Temnothorax janushevi (Radchenko, 1993)
- Temnothorax kaszabi (Pisarski, 1969)
- Temnothorax kemali (Santschi, 1934)
- Temnothorax kirghizicus (Tarbinsky, 1976)
- Temnothorax knipovitshi (Karavaiev, 1916)
- Temnothorax korbi (Emery, 1922)
- Temnothorax koreanus (Teranishi, 1940)
- Temnothorax kraussei (Emery, 1915)
- Temnothorax kurilensis (Radchenko, 1993)
- Temnothorax kutteri (Cagniant, 1973)
- Temnothorax laciniatus (Stitz, 1917)
- Temnothorax laestrygon (Santschi, 1931)
- Temnothorax laetus (Wheeler, 1937)
- Temnothorax lagrecai (Baroni Urbani, 1964)
- Temnothorax laurae (Emery, 1884)
- Temnothorax leoni (Arnoldi, 1971)
- Temnothorax lereddei (Bernard, 1953)
- Temnothorax leucacanthus (Baroni Urbani, 1978)
- Temnothorax leviceps (Emery, 1898)
- Temnothorax lichtensteini (Bondroit, 1918)
- Temnothorax longaevus (Wheeler, 1915) †
- Temnothorax longipilosus (Santschi, 1912)
- Temnothorax longispinosus (Roger, 1863)
- Temnothorax luteus (Forel, 1874)
- Temnothorax manni (Wheeler, 1914)
- Temnothorax marocana (Santschi, 1909)
- Temnothorax mauritanicus (Santschi, 1909)
- Temnothorax maurus (Santschi, 1921)
- Temnothorax mediterraneus Ward, Brady, Fisher & Schultz, 2014
- Temnothorax megalops (Hamann & Klemm, 1967)
- Temnothorax melas (Espadaler, Plateux & Casevitz-Weulersse, 1984)
- Temnothorax melleus (Forel, 1904)
- Temnothorax melnikovi (Ruzsky, 1905)
- Temnothorax minozzii (Santschi, 1922)
- Temnothorax minutissimus (Smith, 1942)
- Temnothorax miserabilis (Santschi, 1918)
- Temnothorax mongolicus (Pisarski, 1969)
- Temnothorax monjauzei (Cagniant, 1968)
- Temnothorax morongo Snelling, Borowiec & Prebus, 2014
- Temnothorax mortoni (Aguayo, 1937)
- Temnothorax muellerianus (Finzi, 1922)
- Temnothorax myersi (Wheeler, 1931)
- Temnothorax myrmiciformis Snelling, Borowiec & Prebus, 2014
- Temnothorax nadigi (Kutter, 1925)
- Temnothorax naeviventris (Santschi, 1910)
- Temnothorax nassonovi (Ruzsky, 1895)
- Temnothorax nevadensis (Wheeler, 1903)
- Temnothorax niger (Forel, 1894)
- Temnothorax nigricans (Baroni Urbani, 1978)
- Temnothorax nigriceps (Mayr, 1855)
- Temnothorax nigritus (Emery, 1878)
- Temnothorax nitens (Emery, 1895)
- Temnothorax normandi (Santschi, 1912)
- Temnothorax nuwuvi Snelling, Borowiec & Prebus, 2014
- Temnothorax nylanderi (Foerster, 1850)
- Temnothorax obliquicanthus (Cole, 1953)
- Temnothorax obturator (Wheeler, 1903)
- Temnothorax ocarinae (Baroni Urbani, 1978)
- Temnothorax oraniensis (Forel, 1894)
- Temnothorax oxianus (Ruzsky, 1905)
- Temnothorax paiute Snelling, Borowiec & Prebus, 2014
- Temnothorax pallidipes (Santschi, 1910)
- Temnothorax pallidus (Collingwood, 1961)
- Temnothorax pamiricus (Ruzsky, 1902)
- Temnothorax pan (Santschi, 1936)
- Temnothorax pardoi (Tinaut, 1987)
- Temnothorax parvulus (Schenck, 1852)
- Temnothorax pastinifer (Emery, 1894)
- Temnothorax pelagosanus (Müller, 1923)
- Temnothorax peninsularis (Wheeler, 1934)
- Temnothorax pergandei (Emery, 1895)
- Temnothorax personatus (Cagniant, 1987)
- Temnothorax peyerimhoffi (Santschi, 1929)
- Temnothorax pilagens Snelling, Borowiec & Prebus, 2014
- Temnothorax placivus (Wheeler, 1915) †
- Temnothorax platycephalus (Espadaler, 1997)
- Temnothorax platycnemis (Wheeler, 1937)
- Temnothorax poeyi (Wheeler, 1913)
- Temnothorax politus (Smith, 1939)
- Temnothorax porphyritis (Roger, 1863)
- Temnothorax praecreolus (De Andrade, 1992) †
- Temnothorax pseudandrei Snelling, Borowiec & Prebus, 2014
- Temnothorax pulchellus (Emery, 1894)
- Temnothorax punicans (Roger, 1863)
- Temnothorax purpuratus (Roger, 1863)
- Temnothorax quasimodo Snelling, Borowiec & Prebus, 2014
- Temnothorax racovitzai (Bondroit, 1918)
- Temnothorax ravouxi (André, 1896)
- Temnothorax recedens (Nylander, 1856)
- Temnothorax reduncus (Wang & Wu, 1988)
- Temnothorax risii (Forel, 1892)
- Temnothorax rogeri Emery, 1869
- Temnothorax rothneyi (Forel, 1902)
- Temnothorax rottenbergii (Emery, 1870)
- Temnothorax rougeti (Bondroit, 1918)
- Temnothorax rugatulus (Emery, 1895)
- Temnothorax sallei (Guerin-Meneville, 1852)
- Temnothorax salvini (Forel, 1899)
- Temnothorax sardous (Santschi, 1909)
- Temnothorax satunini (Ruzsky, 1902)
- Temnothorax saxonicus (Seifert, 1995)
- Temnothorax schaufussii (Forel, 1879)
- Temnothorax schaumii (Roger, 1863)
- Temnothorax schmittii (Wheeler, 1903)
- Temnothorax schurri (Forel, 1902)
- Temnothorax schwarzi (Mann, 1920)
- Temnothorax semenovi (Ruzsky, 1903)
- Temnothorax semiruber (André, 1881)
- Temnothorax senectutis (Baroni Urbani, 1978)
- Temnothorax sentosus Ward, Brady, Fisher & Schultz, 2014
- Temnothorax serviculus (Ruzsky, 1902)
- Temnothorax sevanensis (Arnoldi, 1977)
- Temnothorax shelkovnikovi (Karavaiev, 1926)
- Temnothorax silvestrii (Santschi, 1911)
- Temnothorax singularis (Radchenko, 1993)
- Temnothorax skwarrae (Wheeler, 1931)
- Temnothorax smithi (Baroni Urbani, 1978)
- Temnothorax solerii (Menozzi, 1936)
- Temnothorax sordidulus (Müller, 1923)
- Temnothorax specularis (Emery, 1916)
- Temnothorax spinosior (Forel, 1901)
- Temnothorax spinosus (Forel, 1909)
- Temnothorax splendens (Wheeler, 1905)
- Temnothorax squamifer (Roger, 1863)
- Temnothorax steinbergi (Arnoldi, 1971)
- Temnothorax stenotyle (Cole, 1956)
- Temnothorax stollii (Forel, 1885)
- Temnothorax striatulus (Stitz, 1937)
- Temnothorax stumperi (Kutter, 1950)
- Temnothorax subcingulatus (Emery, 1924)
- Temnothorax subditivus (Wheeler, 1903)
- Temnothorax susamyri (Dlussky, 1965)
- Temnothorax taivanensis (Wheeler, 1929)
- Temnothorax tamarae (Radchenko, 1993)
- Temnothorax tarbinskii (Arnoldi, 1976)
- Temnothorax tauricus (Ruzsky, 1902)
- Temnothorax tebessae (Forel, 1890)
- Temnothorax tenuisculptus (Baroni Urbani, 1978)
- Temnothorax tenuispinus (Santschi, 1911)
- Temnothorax terricola (Mann, 1920)
- Temnothorax terrigena (Wheeler, 1903)
- Temnothorax tesquorum (Arnoldi, 1977)
- Temnothorax texanus (Wheeler, 1903)
- Temnothorax theryi (Santschi, 1921)
- Temnothorax tianschanicus (Tarbinsky, 1976)
- Temnothorax torrei (Aguayo, 1931)
- Temnothorax totonicapani (Baroni Urbani, 1978)
- Temnothorax tramieri (Cagniant, 1983)
- Temnothorax tricarinatus (Emery, 1895)
- Temnothorax tricolor (Santschi, 1925)
- Temnothorax tuberum (Fabricius, 1775)
- Temnothorax turcicus (Santschi, 1934)
- Temnothorax tuscaloosae (Wilson, 1951)
- Temnothorax tyndalei (Forel, 1909)
- Temnothorax unifasciatus (Latreille, 1798)
- Temnothorax universitatis (Espadaler, 1997)
- Temnothorax usunkul (Ruzsky, 1924)
- Temnothorax versicolor (Roger, 1863)
- Temnothorax villarensis (Aguayo, 1931)
- Temnothorax violaceus (Mann, 1924)
- Temnothorax volgensis (Ruzsky, 1905)
- Temnothorax wardi Snelling, Borowiec & Prebus, 2014
- Temnothorax wheeleri (Mann, 1920)
- Temnothorax wollastoni (Donisthorpe, 1940)
- Temnothorax wroughtonii (Forel, 1904)
- Temnothorax zabelini (Radchenko, 1989)
- Temnothorax zaleskyi (Sadil, 1953)

## Publication originale
- (de) Gustav L. Mayr, Die Europäischen Formiciden : nach der analytischen methode bearbeitet, Vienne, Inconnu, 1861, 48 p. (OCLC 14762672, DOI 10.5962/BHL.TITLE.14089, lire en ligne).